# Betta coccina
Betta coccina és una espècie de peix de la família dels osfronèmids originari del sud de Malàisia i del centre de Sumatra. Normalment presenta una taca fosca al centre del seu cos de tonalitats marrons o vermelloses. Prefereix habitar aigües toves. Diposita menys de 100 ous en un niu de bombolles. Arriba a la maduresa sexual al cap dels sis mesos.